# Elezione papale del 1268-1271
La elezione papale del 1268-1271, tenutasi a Viterbo dopo la morte di Clemente IV, fu la più lunga nella storia della Chiesa cattolica e si concluse con l'elezione di Tedaldo Visconti, che prese il nome di Gregorio X.
L'inusitata lunghezza di questa elezione (la Sede vacante durò complessivamente ben 1006 giorni) fu causata dalle marcate contrapposizioni tra i cardinali, che non riuscivano a trovare un accordo; ciò portò il popolo viterbese, esasperato, a segregare inizialmente i cardinali all'interno del Palazzo dei Papi (clausi cum clave), quindi a ridurre drasticamente il loro vitto, ed infine addirittura a scoperchiare il tetto dello stesso Palazzo.
Pertanto, questa elezione è comunemente considerata come il primo Conclave nella storia della Chiesa cattolica.

## Premesse
Alla morte di Clemente IV, il Sacro Collegio era formato da 20 cardinali, uno dei quali — il cardinale vescovo di Albano Raoul de Grosparmy — si trovava peraltro al seguito di Luigi IX di Francia in Tunisia, ove morì il 10 agosto 1270. I cardinali erano storicamente divisi in due partiti, la Pars Caroli (filofrancese e filoangioina, o "guelfa"), che poteva contare su 7 o 8 cardinali, e la Pars Imperii (filotedesca, o "ghibellina"), cui facevano riferimento una decina di cardinali, due dei quali, peraltro, morirono durante le votazioni.
Oltre a questa divisione storica, i cardinali elettori erano ulteriormente suddivisi, per ragioni familiari o personali, in almeno quattro fazioni tra loro contrapposte, e questo rendeva sempre più problematico un accordo, considerando oltretutto che era necessaria una maggioranza di due terzi degli elettori. Occorre anche ricordare come, in quei momenti, tutto il mondo cristiano fosse profondamente scosso dall'uccisione del sedicenne Corradino di Svevia, ultimo erede del casato di Hohenstaufen, fatto decapitare a Napoli da Carlo d'Angiò il 29 ottobre 1268 nell'indifferenza o addirittura - secondo molti - con il favore dello stesso Papa Clemente IV.
Inoltre, un altro drammatico fatto di sangue si svolse proprio a Viterbo durante il Conclave: il 13 marzo 1271 Enrico di Cornovaglia, nipote di Enrico III d'Inghilterra, mentre assisteva alla messa nella chiesa di San Silvestro durante la lunga sosta viterbese del corteo funebre che riportava in Francia i resti di Luigi IX - morto a Tunisi nel corso dell'ottava crociata - venne barbaramente trucidato dal cugino Guido di Montfort, all'epoca Vicario per la Toscana di Carlo d'Angiò. Questo delitto, che Guido commise insieme al fratello Simone uccidendo anche alcuni malcapitati, suscitò grande emozione e venne ricordato anche da Dante nel XII Canto dell'Inferno.
Un simile coacervo di pressioni nazionalistiche, animosità politiche e sanguinose liti intestine aiuta a comprendere il difficile clima che permeava quello scorcio del XIII secolo.

## Fasi inconcludenti e reazione del popolo viterbese

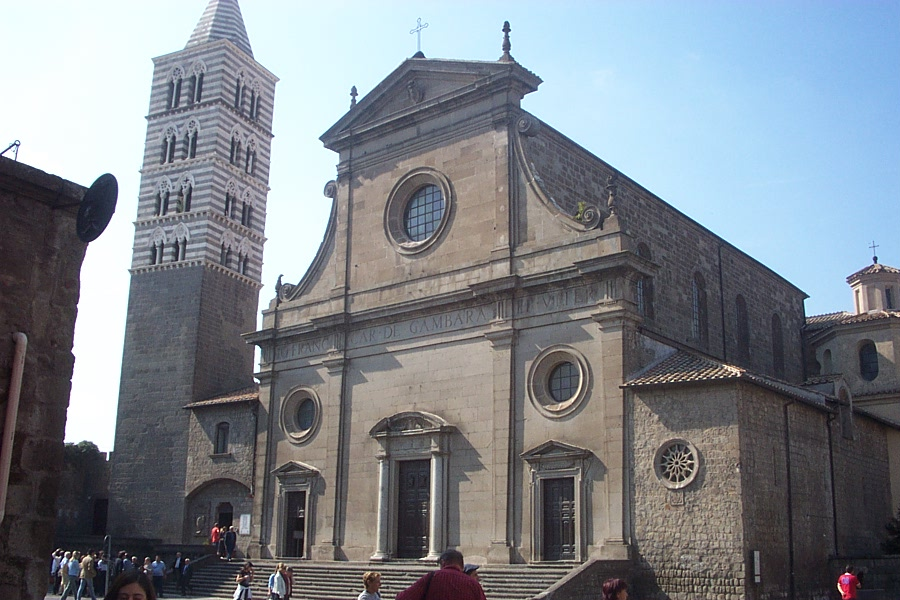
La Cattedrale di San Lorenzo a Viterbo

Trascorsi diversi giorni dalla morte di papa Clemente IV, i membri del Sacro Collegio si riunirono a Viterbo per eleggere il nuovo papa. All'inizio i cardinali si recavano una volta al giorno presso la Cattedrale di Viterbo per incontrarsi e votare; ritornavano quindi presso le rispettive residenze. La tradizione voleva infatti che l'elezione avesse luogo nella Cattedrale della città ove era deceduto il precedente pontefice. Per quasi un anno le votazioni si susseguirono senza alcun risultato positivo, finché i cardinali non rivolsero la loro attenzione su Filippo Benizi, Priore Generale dell'Ordine dei Serviti, religioso in odore di santità (sarà effettivamente canonizzato da Clemente X nel 1671).
Si dice che il buon frate, però, una volta informato delle intenzioni del Sacro Collegio, ritenendosi indegno, fosse fuggito in una grotta sul Monte Amiata. Anche Bonaventura da Bagnoregio, settimo successore di San Francesco d'Assisi come generale dell'Ordine francescano, pare abbia rifiutato in modo netto la possibile elezione. La situazione era di totale stallo e in città erano talora presenti sia Carlo d'Angiò che Filippo III di Francia, quasi a voler tenere sotto controllo il comportamento dei cardinali. A questo punto vi fu, secondo la maggioranza degli storici, l'importante intervento proprio di Bonaventura, che era nativo di quella terra (Bagnoregio dista da Viterbo solo 20 km). Il frate francescano, con una serie di prediche, sollecitò l'elezione del successore di Pietro e, soprattutto, segnalò la necessità che il nuovo papa fosse scelto al di fuori del collegio cardinalizio.
La città di Viterbo era guidata, in quel tempo, dal podestà Alberto di Montebuono e, soprattutto, dal capitano del Popolo Raniero Gatti, uomo energico e molto stimato: i due, interpretando lo sdegno e l'insofferenza del popolo viterbese, convinti della necessità di sottrarre i cardinali elettori a tutte le pressioni provenienti dall'esterno, il 1º giugno 1270 ordinarono la chiusura delle porte della città e — colti di sorpresa i cardinali — li fecero condurre a forza nella grande sala del Palazzo dei Papi ove dissero loro che non li avrebbero più fatti uscire da quelle mura finché non avessero eletto il nuovo Pontefice. Dopo pochi giorni, per aumentare la pressione sul collegio cardinalizio, Raniero Gatti ordinò di ridurre le somministrazioni di vitto e di scoperchiare buona parte del tetto dell'aula dove erano rinchiusi i porporati. L'idea di scoperchiare il tetto del Palazzo papale fu suggerita a Raniero Gatti da una battuta dell'arguto cardinale inglese Giovanni da Toledo, che si rivolse agli altri porporati dicendo: «Discopriamo, signori, questo tetto; dacché lo Spirito Santo non riesce a penetrare per cosiffatte coperture». Peraltro, a differenza di quello che comunemente si crede, gli storici sono oggi concordi nell'asserire che tale situazione di estrema segregazione nella sola aula del Palazzo si sia protratta per non più di tre settimane: infatti il 21 giugno dello stesso 1270 i magistrati viterbesi consentirono ai cardinali di occupare anche tutte le altre stanze del Palazzo Papale per risiedervi e soggiornarvi, pur permanendo il divieto di lasciare il palazzo fino all'avvenuta elezione.

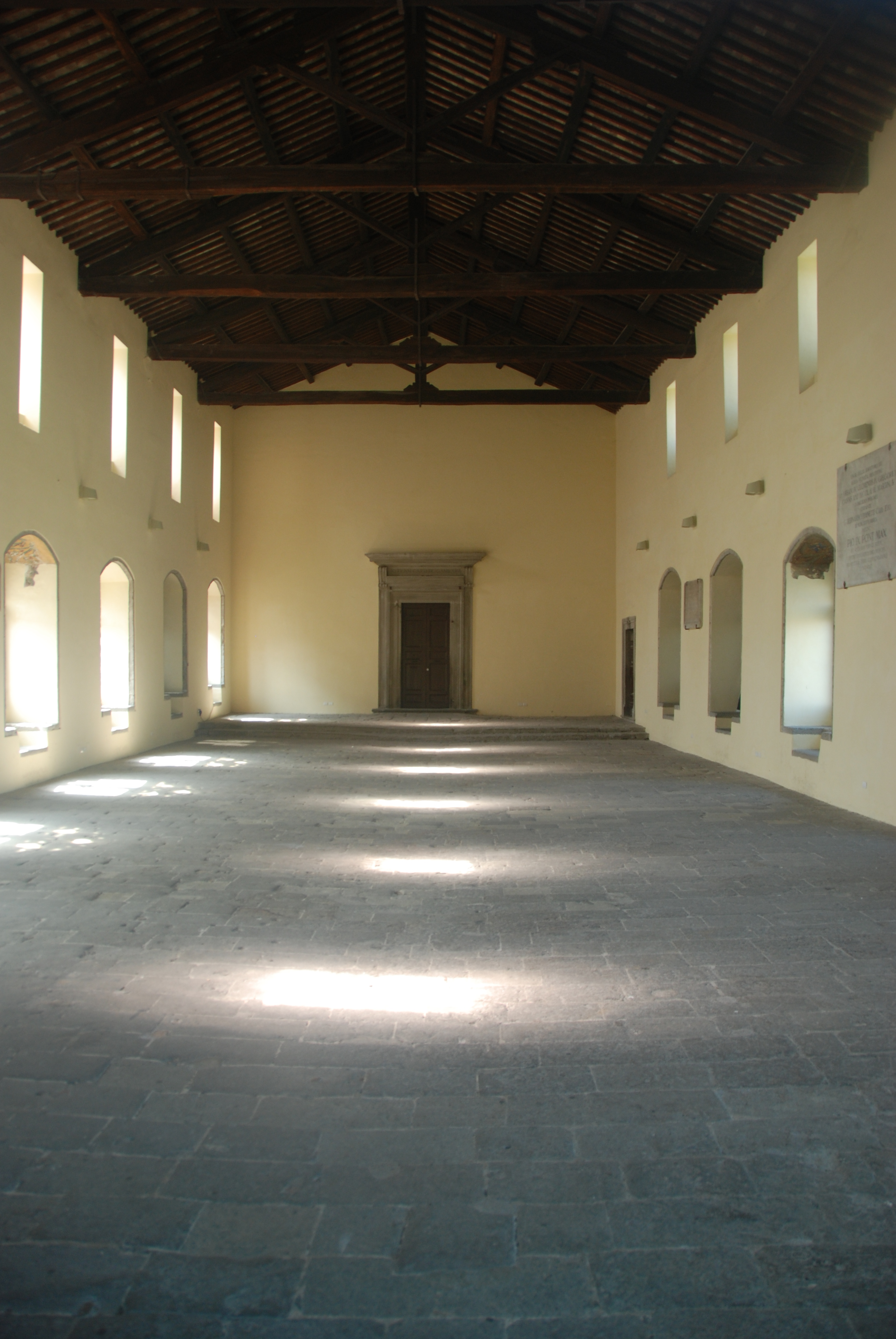
La sala del conclave del Palazzo Papale di Viterbo

## L'elezione di Gregorio X: le conseguenze

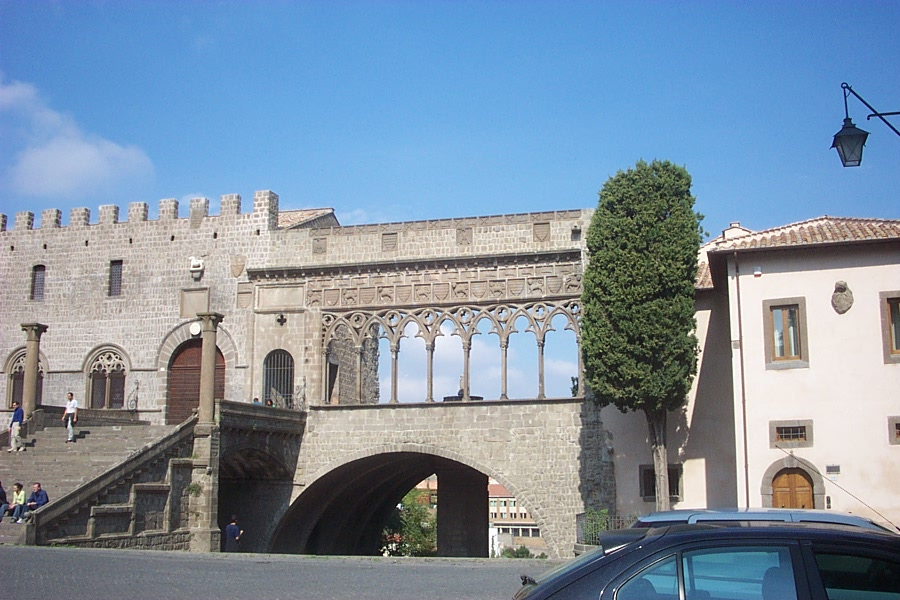
Il Palazzo Papale di Viterbo

Mentre i cardinali nonostante tutto continuavano a rimanere in disaccordo, l'11 marzo 1271 giunse a Viterbo un corteo reale, con Carlo d'Angiò, Filippo III di Francia ed il principe inglese Enrico di Cornovaglia, che riportavano in Francia i resti di Luigi IX, morto da crociato in Tunisia, e di altri membri della famiglia reale tutti morti lontano dalla terra natale. Durante la permanenza in città, Enrico di Cornovaglia venne barbaramente trucidato dall'angioino Guido di Montfort mentre assisteva alla messa nella chiesa di San Silvestro. Filippo III, indignato per questo assassinio, lasciò in fretta Viterbo diretto in Francia, portando con sé anche le ossa dello sventurato Enrico.
Carlo d'Angiò rimase a sua volta sbigottito per l'omicidio di un suo parente ad opera di un altro suo parente (ucciso e uccisore erano cugini), per di più membro quest'ultimo della sua corte; la spiacevole situazione lo costrinse a lasciare anch'egli la città, pur nel segreto convincimento che la sua lontananza da Viterbo avrebbe reso quasi impossibile l'elezione di un Papa a lui gradito. Nel frattempo Bonaventura "flagellava" sempre più duramente il Sacro Collegio con le sue rampogne.
Dopo pochi mesi la mutata situazione spinse i cardinali ad una decisione non infrequente in quegli anni: il 1º settembre 1271, i porporati delegarono infatti una Commissione, formata da sei di loro, con l'incarico di eleggere il nuovo Papa nel termine di due giorni. I sei cardinali delegati all’elezione furono: Simone Paltanieri, Guidone de Castella, Riccardo Annibaldi, Ottaviano Ubaldini, Giovanni Gaetano Orsini e Giacomo Savelli; due di questi - l'Annibaldi e l'Orsini - erano unanimemente considerati tra gli uomini più potenti dell'epoca in ambito ecclesiastico, e non solo. Fu peraltro assolutamente sorprendente il fatto che la Commissione delegata impiegasse solo poche ore, lo stesso 1º settembre 1271, per designare il nuovo Pontefice nella persona di Tedaldo Visconti, un nobile piacentino, molto stimato per la sua bontà d'animo e la sua onestà, che in quei giorni si trovava a San Giovanni d'Acri per la nona crociata, al seguito di Edoardo I d'Inghilterra.
Il Visconti, che non era nemmeno prete avendo ricevuto soltanto gli ordini minori, fu informato quanto prima dell'elezione e, benché fosse stupefatto, si precipitò a Viterbo, ove giunse il 10 febbraio 1272, vi fu ordinato prete il 13 marzo dello stesso anno e si recò quindi a Roma dove venne incoronato papa il 27 marzo con il nome di Gregorio X. Due anni più tardi, durante il secondo concilio di Lione da lui stesso convocato, memore delle difficoltà e delle lungaggini emerse a Viterbo durante la sua elezione, promulgò la Costituzione apostolica Ubi Periculum, con la quale venivano indicate le regole per l'elezione dei nuovi papi, prendendo a preciso modello quanto avevano fatto i viterbesi nel 1270. In sintesi, veniva sancita la segregazione dei cardinali elettori in un'aula comune, senza alcun contatto col mondo esterno e con graduale riduzione del cibo e dei redditi; ai negligenti sarebbe toccata la scomunica, la privazione dei pubblici uffici e l'attribuzione del titolo di "infami".
Questa rigorosa "costituzione" entrò subito in vigore, ma venne sospesa da papa Adriano V nel 1276, su richiesta di alcuni cardinali, e quindi addirittura abrogata da papa Giovanni XXI, salvo essere reintrodotta nel 1294 da papa Celestino V, viste le grandi difficoltà del conclave che lo aveva eletto, e, soprattutto, da papa Bonifacio VIII, che nel 1298 ripristinò integralmente le norme della Ubi Periculum per l'elezione dei Papi, inserendole nel Codice di diritto canonico. Con piccole modifiche e aggiustamenti, dovuti all'evolversi dei tempi, queste norme regolano tuttora lo svolgimento del conclave.

## Lista dei partecipanti

### Presenti in conclave
| Nome                      | Paese                     | Titolo                                               | Ruolo | Nascita   | Concistoro |
| ------------------------- | ------------------------- | ---------------------------------------------------- | --- | --------- | ---------- |
| Eudes de Châteauroux      | Regno di Francia          | Cardinale vescovo di Frascati                        | Decano del Sacro Collegio                                                                                 | 1190      | 28/05/1244 |
| Enrico da Susa            | Ducato di Savoia          | Cardinale vescovo di Ostia e Velletri                | Legato pontificio emerito in Normandia e Inghilterra                                                      | 1210      | 22/05/1262 |
| John da Toledo, O. Cist.  | Regno d'Inghilterra       | Cardinale vescovo di Porto e Santa Rufina            | Archiatra pontificio emerito                                                                              |           | 28/05/1244 |
| István Báncsa             | Regno d'Ungheria          | Cardinale vescovo di Palestrina                      | Legato pontificio in Croazia e Dalmazia                                                                   | 1200 ca.  | 12/1251    |
| Simone Paltanieri         | Padova                    | Cardinale presbitero di San Martino ai Monti         | Legato pontificio in Toscana, Umbria, Lombardia                                                           | 1200 ca.  | 17/12/1261 |
| Simon de Brion            | Regno di Francia          | Cardinale presbitero di Santa Cecilia                | Legato pontificio in Francia; eletto papa con il nome di Martino IV nel 1281                              | 1210      | 17/12/1261 |
| Anchero di Troyes         | Regno di Francia          | Cardinale presbitero di Santa Prassede               | Nipote di Urbano IV; Legato pontificio nel Regno di Sicilia                                               | 1210 ca.  | 22/05/1262 |
| Riccardo Annibaldi        | Stato Pontificio          | Cardinale presbitero di Sant'Angelo in Pescheria     | Cardinale protodiacono; Arciprete della Basilica Vaticana                                                 | 1200/1210 | 1237       |
| Guillaume de Bray         | Regno di Francia          | Cardinale presbitero di San Marco                    | Arcidiacono del Capitolo della Cattedrale di Parigi                                                       | 1205 ca.  | 22/05/1262 |
| Guy de Bourgougne         | Regno di Francia          | Cardinale presbitero di San Lorenzo in Lucina        | Legato pontificio in Danimarca e Svezia                                                                   |           | 22/05/1262 |
| Annibaldo Annibaldi, O.P. | Stato Pontificio          | Cardinale presbitero dei Santi XII Apostoli          | Docente di Teologia a Parigi                                                                              | 1220      | 22/05/1262 |
| Ottaviano degli Ubaldini  | Repubblica di Firenze     | Cardinale diacono di Santa Maria in Via Lata         | Amministratore apostolico emerito di Bologna                                                              | 1214      | 28/05/1244 |
| Giovanni Gaetano Orsini   | Stato Pontificio          | Cardinale diacono di San Nicola in Carcere           | Inquisitore Generale; Legato pontificio emerito; eletto papa con il nome di Niccolò III nel 1277          | 1216      | 28/05/1244 |
| Giordano Pironti          | Stato Pontificio          | Cardinale diacono dei Santi Cosma e Damiano          | Suddiacono apostolico di Santa Romana Chiesa; Vice-cancelliere emerito                                    | 1210      | 22/05/1262 |
| Ottobono Fieschi          | Repubblica di Genova      | Cardinale diacono di Sant'Adriano al Foro            | Arciprete della Basilica Liberiana di Santa Maria Maggiore; eletto papa con il nome di Adriano V nel 1276 | 1205      | 12/1251    |
| Uberto Coconati           | Marchesato del Monferrato | Cardinale diacono di sant'Eustachio                  | |           | 17/12/1261 |
| Giacomo Savelli           | Stato Pontificio          | Cardinale diacono di Santa Maria in Cosmedin         | Prefetto papale emerito in Toscana; eletto papa nel 1285 con il nome di Onorio IV                         | 1210      | 17/12/1261 |
| Gottifredo di Raynaldo    | Stato Pontificio          | Cardinale diacono di San Giorgio in Velabro          | | 1205 ca.  | 17/12/1261 |
| Matteo Rubeo Orsini       | Stato Pontificio          | Cardinale diacono di Santa Maria in Portico Octaviae | Governatore delle Province del Patrimonio di San Pietro e delle Marche                                    | 1230 ca.  | 22/05/1262 |

Ben quattro dei 17 cardinali che conclusero questo lunghissimo conclave sarebbero successivamente divenuti papi.

### Assenti in conclave
| Nome               | Paese            | Titolo                      | Ruolo                                               | Nascita | Concistoro |
| ------------------ | ---------------- | --------------------------- | --------------------------------------------------- | ------- | ---------- |
| Raoul de Grosparmy | Regno di Francia | Cardinale vescovo di Albano | Legato pontificio nel Regno di Sicilia e in Francia | 1202    | 17/12/1261 |